# قلعه ۱
بقایای قلعه ۱ مربوط به سدهٔ ۶ تا ۱۲ ه.ق است و در شهرستان بویین زهرا، بخش شال، روستای زین‌آباد واقع شده و این اثر در تاریخ ۲۲ مرداد ۱۳۸۴ با شمارهٔ ثبت ۱۳۲۷۵ به‌عنوان یکی از آثار ملی ایران به ثبت رسیده است.